# Lodsens Datter
 Ikke at forveksle med Lodsens datter (film fra 1918).
Lodsens Datter (af Det danske filminstitut betegnet Skipperens Datter) er en dansk stum dramafilm fra 1907 produceret af Nordisk Film Kompagni og instrueret af Viggo Larsen.

## Handling
En lods kommer hjem til sin datter efter en god indtjenende dag. Lodsens datter bliver imidlertid bortført af forsmået elsker, men hendes ven befrier hende, og de to får hinanden.

## Medvirkende
- Clara Nebelong
- Viggo Larsen
- Agnes Boesen
- Waldemar Petersen
- Gustav Lund